# تو را ندیدم: داستان عاشقانه
تو را ندیدم (به هندی: Tumsa Nahin Dekha) فیلمی محصول سال ۲۰۰۴ و به کارگردانی آنوراگ باسو است. در این فیلم بازیگرانی همچون عمران هاشمی، دیا میرزا، انوپم کهیر، شارات ساکسنا، ریمی سن ایفای نقش کرده‌اند.